# Зіміна Юлія Олександрівна
Юлія Олександрівна Зіміна (нар.. 4 липня 1981, Красний Кут, Саратовська область, Російська РСФСР, СРСР) — російська актриса театру і кіно, телеведуча.

## Біографія
Народилася 4 липня 1981 року в Красному Куті Саратовської області у родині ветеринарного лікаря Олександра Петровича та шкільної вчительки Зої Григорівни Зіміних. Деякий час сім'я жила в селищі Краснокутського зооветтехнікуму за п'ять кілометрів від Червоного Кута. Сестра Олена — керівник народного хору.
З другого класу навчалася в музичній школі, яку закінчила на відмінно. Ще в дитинстві твердо вирішила стати актрисою. У 1999 році вступила на акторський факультет Саратовської консерваторії (курс Римми Бєлякової). Навчання закінчила в 2003 році, зігравши кілька ролей в дипломних спектаклях.
Працювала в "Класному театрі"у Москві.
У 2004 році серед 200 претенденток режисер Рауф Кубаєв вибрав для зйомок на роль Кармеліти в телесеріалі «Кармеліта». Ще раз пройшовши кінопроби, була затверджена на головну роль Кармеліти. 
У 2006 році у складі російської команди брала участь у телегрі «Форт Буаяр».
З 4 серпня 2010 року — ведуча телепередачі «Доброго ранку» на російському «Першому каналі», змінивши Олександра Мірзаяна. У 2010 році брала участь у російській версії телешоу «Танці з зірками» в парі з танцюристом Миколою Пантюхіним.
У 2011 році знялася в кліпі Dj Boyko & Katy Queen «Я люблю тебе».
З 8 вересня по 29 грудня 2013 року брала участь в парі з фігуристом Петром Чернишовим у телешоу Першого каналу «Льодовиковий період-4".

## Особисте життя
Під час зйомок серіалу «Кармеліта» почала зустрічатися з виконавцем ролі цигана Стьопки, Володимиром Череповським. Однак незабаром пара розлучилася.
У 2010—2013 роках зустрічалася з актором Максимом Щеголєвим.
Навесні 2015 року народила дочку Серафиму.

## Творчість

### Ролі в театрі

#### Навчальні та дипломні роботи
- «Шалені гроші» Олександра Островського — Лідія Чебоксарова
- «Невільниці» Олександра Островського — Євлампія Андріївна
- «Звичайне диво» Євгена Шварца — фрейліна принцеси
- «Криваве весілля» Федеріко Лорка — Теща Леонардо
- «Сім'я вовкулаків» Олексія Толстого — Софія

#### «Класний театр»
- «Сім'я вовкулаків»
- «Герой нашого часу» Михайла Лермонтова
- «Горе від розуму» Олександра Грибоєдова

#### Продюсерський центр Омітра
- 2006 — «Буря в склянці води» Еена Скріба — Абігайль, племінниця герцогині Мальборо

#### «VIP Театр»
- 2009 "Велика Зебра П. Урсула — Сидоні

### Фільмографія
| Рік         |   | Назва                                                                  | Роль                        |    |
| ----------- | - | ---------------------------------------------------------------------- | --------------------------- | -- |
| 2005        | с | Кармеліта                                                              | Кармеліта                   | ру |
| 2006        | с | Студенти International                                                 | Діана                       | ру |
| 2007        | с | Я сищик                                                                | Катерина Сергіївна Симонець | ру |
| 2008        | с | Монтекрісто                                                            | Інга                        | ру |
| 2009        | ф | Непридуманное вбивство                                                 | Регіна                      | ру |
| 2009        | ф | Стриптиз-клуб                                                          | Жанна                       | ру |
| 2009        | с | Суд                                                                    | Вероніка Маслова            | ру |
| 2009        | ф | Ясновидюща                                                             | Олена                       | ру |
| 2009 — 2010 | с | Кармеліта. Циганська пристрасть                                        | Кармеліта                   | ру |
| 2010        | ф | Що приховує любов                                                      | Альбіна Сергіївна           | ру |
| 2011        | с | Спадкоємиця                                                            | Марина Дмитрівна Котова     | ру |
| 2013        | с | Брати по обміну 1 і 2                                                  | Світлана                    | ру |
| 2014        | с | Між двох вогнів                                                        | Софія                       | ру |
| 2014        | ф | Фейк: Бережи себе                                                      | подруга Альфа               | ру |
| 2016        | ф | Жінка його мрії                                                        | Вероніка                    | ру |
| 2017        | с | Вороніни (444-та серія)                                                | Марина, дівчина Андрія      | ру |
| 2018        | с | Той, хто читає думки (Менталіст) (серія № 3 «Мисливець за мільйонами») | Вероніка Георгіївна Павлова | ру |
| 2018        | с | Іванови-Іванови (серія № 39)                                           | Аліса, подруга Діани        | ру |
| 2018        | ф | Ну, здрастуй, Оксана Соколова!                                         | кореспондентка телекомпанії | ру |
| 2018        | ф | Вічне життя Олександра Христофорова                                    | Лена, аніматор              | ру |
| 2019        | ф | Три в одному 5                                                         | Вікторія Гудкова            | ру |

## Озвучування мультфільмів
- 2017 — Казковий патруль та його спін-офф — Василіса Василівна Премудра
- 2020 — Кощій. Справжня історія — Василіса

## Примітка
1. ↑  Ледниковый период 2013 (рос.). ООО «Вокруг ТВ». 2013. Архів оригіналу за 21 вересня 2013. Процитовано 20 вересня 2013.
2. ↑  Максим Щеголев бросил Юлию Зимину также, как свою жену (рос.). StarsLife. 1 березня 2013. Архів оригіналу за 11 червня 2013. Процитовано 11 червня 2013.
3. ↑  У дочери Юлии Зиминой два имени (рос.). Дни.ру. 20.08.2015. Архів оригіналу за 22 серпня 2015. Процитовано 22 серпня 2015.